# Кудрявцев, Борис Григорьевич
Бори́с Григо́рьевич Кудря́вцев (4 февраля 1922, Курск — 25 марта 1943, Кзыл-Орда) — ленинградский школьник, затем сотрудник Института этнографии АН СССР, внёсший существенный вклад в расшифровку письменности острова Пасхи (которая до сих пор остаётся недешифрованной).

## Биография

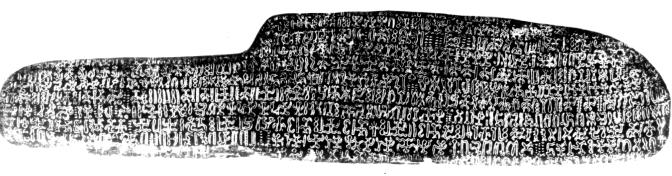
Негативное изображение большой таблички (P) ронго-ронго из собрания МАЭ, с которой работал Б. Г. Кудрявцев

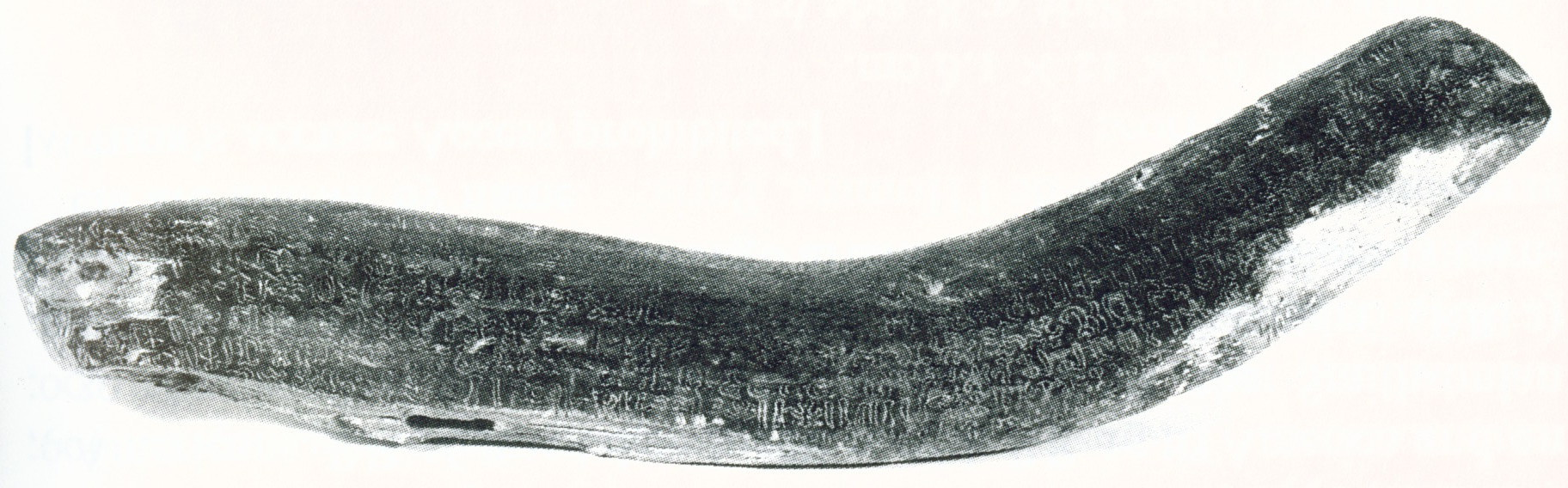
Малая табличка (Q) ронго-ронго, с которой работал Б. Г. Кудрявцев

Борис Кудрявцев родился в Курске и с детства жил в Ленинграде. В 1936 году, будучи учащимся средней школы № 147 (по другой версии, 109-й школы Смольнинского района Ленинграда), Борис и его одноклассники — Валерий Байтман и Александр Жамойда — были «юными друзьями» Музея антропологии и этнографии АН СССР в Ленинграде, занимались индийскими коллекциями, изучали языки хинди и урду. В 1938 году, увидев среди предметов полинезийской коллекции, которые подарил музею Н. Н. Миклухо-Маклай, две «кохау ронго-ронго», Кудрявцев заинтересовался табличками и письменами на них и решил попытаться при участии Байтмана и Жамойды их расшифровать. (В некоторых публикациях, вслед за художественной повестью И. Рахтанова, Байтман и Жамойда называются псевдонимами «Валерий Чернушков» и «Олег Клитин»). Школьники могли работать с ленинградскими надписями ронго-ронго, а также с фотокопиями Большой Чилийской таблички (H) и таблички А; невелико было и количество доступной исследовательской литературы.
Во время Великой Отечественной войны Борис Кудрявцев был эвакуирован как научно-технический сотрудник Института этнографии АН СССР, в штат которого был зачислен 7 июля 1942 года. 12 декабря 1942 года он был направлен на учёбу в педагогический институт города Кзыл-Орда. 25 марта 1943 года Кудрявцев в результате несчастного случая утонул в Сырдарье во время весеннего ледохода. В ряде публикаций (в том числе художественных произведений о Кудрявцеве) ошибочно указано, что он погиб на фронте.
Борис оставил свои исследовательские записи профессору Д. А. Ольдерогге, и его статья «Письменность острова Пасхи» была опубликована в 1949 году в Сборнике музея антропологии и этнографии АН СССР.

## Результаты работы группы Кудрявцева
Заинтересовавшись текстами табличек P и Q, хранящимися в Музее антропологии и этнографии, Кудрявцев, Байтман и Жамойда обнаружили, что на обеих табличках нанесён примерно один и тот же текст; он же обнаружился на H (Большой табличке из Сантьяго-де-Чили).
Кудрявцев позже заметил, что табличка K является вариантом реверса G; это открытие было совершено одновременно и независимо от французского учёного А. Метро. Многочисленные параллельные фрагменты, более короткие, позже были обнаружены при помощи статистического анализа текстов табличек N и R.
Незавершённые исследования Бориса Кудрявцева позволили начать работы по созданию сводного каталога знаков, определения аллографов и проч.

## Память
В художественной литературе:
- Рахтанов И. А. Потомки Маклая. — М.: Детгиз, 1956. — 102 с.